# Râul Hron
Râul Hron (în germană Gran; în maghiară Garam) este un afluent al Dunării, cu lungimea de 298 km, situat în Slovacia. Râul are izvorul în Tatra Mică lângă muntele Kráľova hoľa (1.946 m). El are cursul la început spre vest, valea lui despărțind Tatra Mică de Munții Metaliferi slovaci. La Banská Bystrica schimbă direcția cursului spre sud, pentru ca la orașul Zvolen să se îndrepte din nou spre vest. La Žiar nad Hronom are o schimbare de curs spre sud-vest, prin Câmpia slovacă, iar la Štúrovo în apropiere de granița ungară se varsă în Dunăre.
Până prin anii 1930 râul era utilizat la transportul lemnului cu ajutorul plutelor.